# مارتين توماس
مارتين توماس (بالإنجليزية: Martyn Thomas)‏ هو مهندس وعالم حاسوب بريطاني، ولد في 1948.